# Esporte Clube La Salle
Esporte Clube La Salle foi uma agremiação esportiva brasileira, sediada em Brasília, no Distrito Federal.

## História
O clube disputou o Campeonato Brasiliense da Segunda Divisão de 1961. Era ligado ao Colégio La Salle.

## Estatísticas

### Participações
| Competição                | Competição                             | Temporadas | Melhor campanha     | Estreia | Última | P | R |
| Distrito Federal (Brasil) | Campeonato Brasiliense Segunda Divisão | 1          | Desconhecido (1961) | 1961    | 1961   | – | – |